# Knud Almar
Jens Knud Almar (29. juni 1889 i København – 7. november 1965 smst) var en dansk skuespiller, der debuterede i 1910 og i sin teaterkarriere  var ansat på en lang række teatre, af hvilke kan nævnes Alexandrateatret, Dagmarteatret, Odense Teater, Folketeatret, Det ny Teater, Frederiksberg Teater, Allé Scenen og Riddersalen. Han fik også indspillet nogle stumfilm og en halv snes talefilm.

## Filmografi
- De bør forelske Dem – 1935
- Panserbasse – 1936
- En fuldendt gentleman – 1937
- Nordhavets mænd – 1939
- De tre, måske fire – 1939
- Tante Cramers testamente – 1942
- Vi kunne ha' det så rart – 1942
- Diskret ophold – 1946
- Susanne – 1950

## Ekstern henvisning
- Knud Almar på Internet Movie Database (engelsk)
- Knud Almar på Filmdatabasen
- Knud Almar på danskefilm.dk
- Knud Almar på danskfilmogtv.dk
- Knud Almar på Svensk Filmdatabas (svensk)
- Knud Almar på The Movie Database (engelsk)